# برو و دیده‌بانی بگمار
برو و دیده‌بانی بگمار (انگلیسی: Go Set a Watchman) دومین رمان رمان‌نویس آمریکایی هارپر لی است که در ۱۴ ژوئیه ۲۰۱۵ توسط انتشارات هارپرکالینز در ایالات متحده منتشر شد.

داستان این کتاب، بیست سال پس از داستان کشتن مرغ مقلد نخستین کتاب لی رخ می‌دهد. این کتاب در دو میلیون نسخه منتشر و در ۷۰ کشور توزیع شده است و همزمان ۷ ترجمه از آن درآمده است. عنوان این کتاب برگرفته از آیه‌ای در کتاب اشعیا از عهد عتیق است که می‌گوید: «برو و دیده‌بانی بگمار تا آنچه را می‌بیند اعلام نماید.»

این رمان، تنها چند ساعت پس از عرضه در رتبه نخست فهرست کتاب‌های پرفروش سایت آمازون قرار گرفت.